# Ganz Árammérőgyár

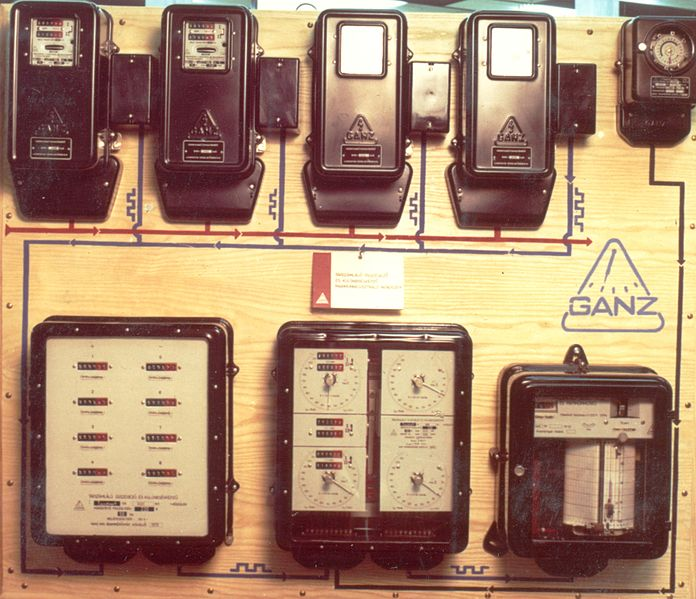
A Ganz Árammérőgyár néhány terméke a Budapesti Nemzetközi Vásáron

A Ganz árammérő gyártás történetét a Bláthy Ottó Titusz alkotta indukciós elvű, világszabadalmi védettséget kapott fogyasztásmérő megalkotásától, 1889-től eredeztetjük. A Ganz és Társa Vasöntöde és Gépgyár villamos osztálya ekkor kezdett el villamos fogyasztásmérők gyártásával és forgalmazásával foglalkozni.

## Története

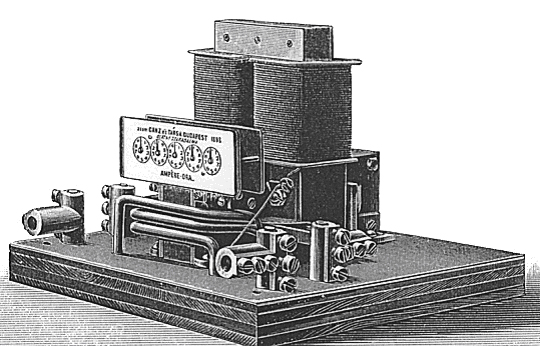
Bláthy Ottó, az általa feltalált és szabadalmaztatott váltóáramú egyfázisú villamos fogyasztásmérő első példányával

Bláthy Ottó Titusz találmánya volt az az indukciós elven működő villamos fogyasztásmérő, mely világhódító útjára a Ganz gyárból indult el. Bláthy 1906-ban továbbfejlesztette váltakozó áramú fogyasztásmérőjét, és az 1910-es évek elején született meg az új, B1 (Bláthy neve után) típusú váltakozó áramú fogyasztásmérő, amelynek súlya 2,6 kg volt a külföldi mérők 5–6 kg-os súlyával szemben.  Az első világháború után újraindult fejlesztések eredményeként 1929-ben elkészült a nagy sikerű Bd mérő, amelyből 1929-1951 évek között 2,5 millió darabot gyártottak. Az 1930-as években – a Bdf mérő hajtórendszerének felhasználásával – a Hd háromfázisú mérőcsaláddal jelent meg a Ganz a piacon. A világháború idején a Ganz hadiüzem lett 1944. december 28-29-én az épület lángok martalékává vált, és 80%-ban elpusztult. A Hajós és Szántó vállalat Magyarországon másik fontos fogyasztásmérő gyártó, a Hajós és Szántó Elektromos Gyára Rt között működött. A fogyasztásmérő gyártás 1937-ben fúzió során a Budafoki Zománcedény, Fémáru és Elektromosgyárhoz került, de az önállósuló Hajós és Szántó Rt. is habár szerényebb mértékben folytatta a mérőgyártást. A Budafoki Zománcedény, Fémáru és Elektromosgyár a fogyasztásmérők gyártását az Agrolux leányvállalatához csoportosította. A háború után a termelőmunka 1945 nyarán indult meg a jóvátételi szállítások révén. A Szovjetunió részére 24 000 db egyfázisú és 6000 db háromfázisú mérőt, Jugoszlávia részére 48 200 db egyfázisú és 9510 db háromfázisú mérőt kellett Magyarországnak szállítani jóvátételként. A jóvátételi szállítások miatt állami irányítás alá vonták a Ganz Árammérő gyárat. Az 1948. évi államosításokat követően a gyártási profilt 1950-ben beolvasztották a Ganz Árammérőgyárba. A kiemelkedően fontos állomás volt történetében az önállósulása.  A Ganz Árammérőgyár (akkor Ganz Árammérőgyár N. V.) 1948. november 1-jén vált ki a Ganz és Társa-Danubius Villamossági-, Gép-, Waggon- és Hajógyár Rt.-ből, az Iparügyi Minisztérium 70 494/1948 számú rendeletére. Az alapítólevelet a 307/1949 számú MT. határozat alapján az Iparügyi Minisztérium 30 593/1949 számú rendelkezése hagyta jóvá. A Ganz Árammérőgyár 1949. január elsejével gödöllői telephelyű vállalattá vált,  és az új gyár a gödöllői Erzsébet parkban, az egységes Grassalkovich-kastélyhoz tartozó Erzsébet ligeti parkrész közvetlen közelében, ideális környezetben épült fel.
Az átköltözés sok gonddal járt, de a kinevezett igazgató Vojcik János megoldotta a feladatot. Először az alkatrészgyártás települt ki. Így a Villám utcában szerelt mérőkhöz az alkatrészeket Gödöllőről szállították. Fokozatosan Gödöllőre telepítették a szerelést, a hitelesítést, majd a végátvételi MEÓ-t. Az új gyárat 1950 szeptemberében avatták fel. A vállalat régi dolgozói, akik követték a gyárat, lakást kaptak. A szakembergárda nem veszett el. A Ganz fejlesztése a háború miatt elmaradott volt a fogyasztásmérők tekintetében. Ugyanakkor feltűnt Vecsei Géza és Mondl Ferenc tehetsége, akik nekiláttak a fejlesztésben mutatkozó hátrány ledolgozásának. Az NE 4 mérő prototípusa 1952-re készült el. Ennek túlterhelhetősége 400%-os volt. A tetszetős kivitel, az egyszerű szerelhetőség, a biztos indulás, a szűk hibahatár nemzetközileg is elismerést aratott. Az NE mérő visszaszerezte az ÁMGy-nek a tekintélyét. Kifejlesztői az eredményes fejlesztésért 1955-ben Kossuth-díjban részesültek. Az új konstrukciókat már tipizált alkatrészekből, nagyüzemi módon állították elő. Az NE mérők sikerét mutatja, hogy a gyártási licencének Indiába történő eladása után évtizedekig folyt tovább ottani gyártása, de az is, hogy a felváltására kifejlesztett műszakilag fejlettebb, hatszoros terhelhetőségű, és hasonlóan a világ számos országába szállított DE típusú egyfázisú mérők mellett párhuzamosan fent kellett tartani az NE mérők gyártását is, mivel nagyon sok villamosmű nem volt hajlandó más típusra áttérni.
A vállalat igazgatója 1964 és 1969 között Berceli Béla volt, majd Balogh József utána pedig Szabó István vezette a gyárat.

## Külkereskedelem
Több, mint egy évszázad alatt csak mérete csökkent, működési elve változatlan. Tárcsája most is ott forog az árammérők millióiban, az elektronika megkezdte ugyan kiváltását, de még ma is tartja magát. A magyar árammérő vagy közismertebb nevén villanyóra (helyesen villamos fogyasztásmérő) gyártás a kezdetektől mostanáig közismert, világszínvonalú és keresett termék volt. A csúcson, a 70-es, 80-as években a hagyományos egyfázisú mérőkből évi 300 000, a háromfázisúakból évi 150 000 darabot gyártottak, melyek 60-70%-a külföldre, a világ 40-50 országába került.
A vállalat exportja 1950 és 1963 között több, mint hétszeresére, termelése közel ötszörösére nőtt. Az exportot 1957-ig az Elektroimpex Külkereskedelmi Vállalat bonyolította, mely a biztos szovjet piacra építve nem kutatott fel új piacikat. 1955-ben a szovjet szállítások csökkenésekor komoly problémák jelentkeztek. Az Árammérőgyárban 1957-ben kapta meg 11 ipari vállalattal egyidőben, közöttük az nagyhírű Egyesült Izzólámpa Gyárral (Tungsram) az önálló export jogot. Több tízezer egyfázisú mérő szállítása után szerződést kötöttek egy indiai gyár létesítésére Chandigarban, és 1960-ban már leszállították az első berendezéseket. Az indiaiak évtizedekig folytatták az NE mérők gyártását.
|      | Termelés összesen | Termelés összesen | Ebből export | Ebből export | Export arány |
| Év   | ezer Ft           | %                 | ezer Ft      | %            | %            |
| ---- | ----------------- | ----------------- | ------------ | ------------ | ------------ |
| 1950 | 33 436            | 100               | 11 812       | 100,0        | 35,3         |
| 1951 | 45 705            | 136,7             | 14 629       | 123,8        | 32,0         |
| 1952 | 57 095            | 170,8             | 30 462       | 257,9        | 53,4         |
| 1953 | 72 060            | 215,5             | 47 922       | 405,7        | 66,5         |
| 1954 | 85 217            | 254,9             | 53 800       | 455,5        | 63,1         |
| 1955 | 98 146            | 293,5             | 71 383       | 604,0        | 72,7         |
| 1956 | 95 210            | 284,8             | 49 220       | 416,7        | 51,7         |
| 1957 | 105 814           | 316,5             | 72 393       | 612,9        | 68,4         |
| 1958 | 138 488           | 414,2             | 79 090       | 627,3        | 53,5         |
| 1959 | 150 968           | 451,5             | 802 462      | 679,4        | 53,2         |
| 1960 | 162 058           | 484,7             | 97 278       | 823,6        | 60,1         |
| 1961 | 168 517           | 504,1             | 99 628       | 843,5        | 59,1         |
| 1962 | 173 023           | 517,5             | 109 783      | 929,4        | 63,5         |
| 1963 | 159 880           | 478,2             | 83 719       | 708,8        | 52,4         |

Az exportnövekedés üteme 1957-től átmenetileg lelassult. Az exportált árammérők 1960-ig körülbelül 50-50% arányba oszlottak meg az un. "tőkés" (dollár és egyéb konvertibilis valuta elszámolású) és "szocialista" (rubelelszámolású)  reláció között. Utóbbiaknál a Szovjetunió, Lengyelország és az NDK (Kelet-Németország) volt a fő felvevő piac, míg az akkor kiemelkedően fontos konvertibilis valuta elszámolású országok közül Uruguay, Brazília, Görögország, Indonézia emelkedtek ki, majd az indiai gyár felépültével (1958) az indiai export is előtérbe került. Meg kell még említeni Kolumbia, Kuba, Pakisztán, Szíria, Törökország, Marokkó, Portugália, Spanyolország, valamint néhány nyugat-európai ország és tengerentúli állam exportra történő eladását is. Az 1960-as évek vége felé, az 1970-es évek elején jelentős piacnyitás történt az afrikai országok irányába. Az üzem kísérleti részlegében olyan mérőműszercsalád alaptípusai készültek el, amelyek a szélsőséges időjárási viszonyoknak, a változékony állatvilágot képviselő egyedek (pl. termeszek) megpróbáltatásainak is ellenáll. A piaci ellátás versenyében a francia termékgyártót sikerült megelőzni.

## A munkáslétszám alakulása
Az új gyár dolgozói kezdetben 70%-ban a budapestiek közül kerültek ki. 1963-ban a budapestiek aránya 7,3%, a gödöllői 56,3%, míg a környező településekről 36,4%. A három különálló számlálógyár létszáma az újonnan felvettekkel 1950-ben 886 főt tett ki, mely 1963-ig közel két és félszeresére nőtt. A létszám felét nők alkották.

## Oktatás
Gyáron belül különféle tanfolyamok, továbbképzések működtek (gépkezelői, forgácsolói, targoncás stb.) segítve a segédmunka (betanított munka) szakmai színvonalának emelését. A helyi szakmunkásképző tanintézet hallgatói (mechanikai, elektrotechnikai) közül nagyon sokan itt szereztek gyakorlatot, sikeres vizsgájuk után munkalehetőséget.

## Szociális intézkedések
A közétkeztetésen kívül a Közért-szolgálat is beindult. A gyár melletti erdei iskolát 1952-ben kb. 100 fős vállalati bölcsődévé és óvodává alakították, mely mellé 1961-ben 50 fős óvodát létesítettek. A gyár vezetése, pártvezetése és a szakszervezet rendszeresen szervezett kedvezményes vásárlásokat (élelmiszer, technikai-, és háztartási eszközök stb.). Szabad szállítási kapacitásával – meghatározott rend szerint – segítette a dolgozókat építkezéseknél, költözködésnél, tüzelő szállításánál. Különböző műhelyekben, megfelelő engedély kérése mellett lehetőség volt egyéni, családi igények kielégítésére (kisebb bútorok [asztalok, székek, polcok stb.], kerítés elemek, kapuk stb. készítésére).
Balatonalmádiban 1955-ben megkezdték a vállalati üdülő építését, majd Zamárdiban vásároltak üdülőt.
Társadalmi munkában épült meg a gyárhoz közeli HÉV-megálló.
Az üzemorvosi rendelőben bel-, bőr-, nőgyógyászati és fogászati rendelés volt.

## Kulturális élet
A gyár színháztermében nem csak nagygyűlések (üzemi és politikai), hanem rendszeres színházi (felnőtt, gyermek valamint bábjátékok) események voltak. Az ötvenes években szakemberek irányítása mellett dolgozói, műkedvelői előadásokra is sor került. Néptánc hagyományokat is ápoltak, önkéntes dolgozókat tanítottak be néptáncra, ruházatukról és szállításukról a gyár, rendszeres fellépéseikről a szakszervezet, a párt és KISZ bizottság kulturális felelősei gondoskodtak. Vállalati bálok, kulturális vetélkedők (gyári, nagyközségi-városi, megyei) színesítették a mindennapi életet. Az állam által is elfogadott ünnepek közül, a Télapó hozta a gyerekeknek az emlékezetes csomagokat, karácsonykor ünnepélyes fenyőfaállítás történt. A dolgozókat leginkább megmozgató eseményi közé tartozott május 1-je, a munkásmozgalmi emléknap és augusztus 20., az Új Kenyér ünnepe.

## Sportélet

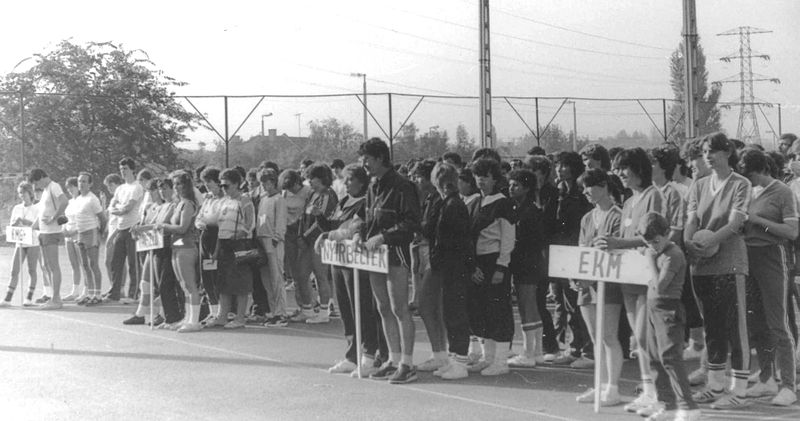
GMM sportnap

A sportolni vágyók a sportklub szakosztályaiban találtak maguknak lehetőséget. A gyár vezetése kiemelkedő figyelmet fordított a dolgozók és családtagjaik egészségre, sportolásának elősegítésére. Gyáron belül asztalitenisz, lövész, természetjáró klub működött. Anyagi segítséget nyújtott a nagyközségi, később a városi labdarúgás, a kézi és röplabda, a teke sport, a repülés és ejtőernyőzést művelők részére. A gyárnak saját repülőklubja volt 1 motoros, és 9 vitorlázó repülőgéppel.

## A trösztösítés
1964-ben a Ganz Árammérőgyár, Ganz Közlekedési Mérőműszerek Gyára (KMGy) és az Elektromos Készülékek és Mérőműszerek Gyára (EKM) összevonásával jött létre a Ganz Elektromos Készülékek és Mérőműszerek Gyára, mely 1967-ben felvette a Ganz Műszer Művek nevet (GMM). A Ganz Műszer Művek vezérigazgatója dr. Dunajszky András lett. Az Árammérőgyár igazgatói Berczeli Béla, majd Balogh József voltak ekkor.

## Ismét önállóan
A Ganz Műszer Művekből, melynek ekkor vezérigazgatója Sándor László volt, Szabó István vezetésével – aki ekkor a Közlekedési Mérőműszerek Gyára igazgatója volt – 1980-ban, nem kis nehézséggel kivált, és ismét önállóvá vált a Ganz Árammérőgyár. Szabó István vezérigazgató és helyettesei Nagy Lajos majd Sárközi Zoltán műszaki, Zöld Józsefné gazdasági, Puskás Ferenc, majd Katalan Péter kereskedelmi és Árvai Ferenc személyzeti és szociális igazgatók vezették a gyárat ekkor. Privatizálására – mint a legkelendőbbek egyike – az elsők között került sor, Schlumberger cég vásárolta meg 1989. november 17-ével, és Ganz Árammérőgyár Kft. néven működött tovább.